# 재난방송
재난방송(災難放送)은 그때 발생한 재난에 관한 시청자들이나 청취자들에게 방재하는 것이 목적이다.

## 개요
재난방송은 자연재해나 사회적 재난 등 긴급 상황 발생 시 국민의 안전과 피해 최소화를 위해 신속하고 정확한 정보를 제공하는 방송을 말한다. 태풍, 홍수, 지진, 산불, 폭염, 한파, 대설과 같은 자연재해뿐만 아니라 대형 사고, 화학물질 유출, 전염병 확산, 사회적 혼란 등 다양한 재난 상황을 포함한다.
목적은 재난 발생 사실과 영향, 대처 방법, 안전 수칙, 대피 요령 등을 국민에게 신속히 알림으로써 피해를 줄이고 안전을 확보하는 데 있다. 이를 위해 방송사는 정부 및 관련 기관과 협력하여 특별 뉴스 편성, 긴급 속보 방송, 현장 중계 등을 실시하며, 다양한 매체를 통해 정보를 전달한다.
텔레비전과 라디오뿐 아니라 인터넷, 모바일, 사회관계망서비스 등 다양한 채널을 활용하여 다각도로 송출하며, 긴급재난문자 서비스와 연계해 신속한 정보 전달 체계를 갖추고 있다. 정부 기관은 재난방송 주관 방송사를 지정하여 재난 발생 시 국민에게 정확한 정보를 제공하도록 관리한다.
이와 같이 재난방송은 국민의 안전을 지키기 위한 중요한 공공서비스로, 위기 상황에서 필요한 정보를 신속하고 정확하게 전달하는 역할을 수행한다.
재난 발생 시 대한민국의 KBS, 일본의 NHK, 영국의 BBC는 긴급 뉴스 특보를 편성하여 신속하게 재난 상황을 알리고, 평상시에도 재난 대비 훈련과 방송 장비 점검을 통해 언제든지 재난 방송을 실시할 수 있는 체계를 유지하고 있다.

## 같이 보기
- 긴급지진속보
- 자연재해
- 민방위